# Unione Internazionale Romaní
L'Unione Internazionale Romaní (IRU), conosciuta anche come International Romani Union (in Romanì: Romano Internacionalno Jekhetanipe) è un'organizzazione attiva per i diritti dei rom con sede a Praga.

## Storia
L'IRU è stata istituita al secondo congresso mondiale dei rom nel 1978. I suoi presidenti sono stati Stanislav Stankiewicz, Emil Ščuka e, prima di lui, Rajko Đurić, che ha ricoperto questo incarico per molti anni. L'organizzazione spagnola Union Romani è affiliata all'Unione Internazionale Romaní.

## Membri
- Albania
- Australia
- Austria
- Bielorussia
- Belgio
- Bosnia-Erzegovina
- Bulgaria
- Brasile
- Canada
- Croazia
- Repubblica Ceca
- Danimarca
- Estonia
- Finlandia
- Francia
- Germania
- India
- Irlanda
- Italia
- Kosovo
- Lettonia
- Lituania
- Messico
- Moldavia
- Paesi Bassi
- Norvegia
- Polonia
- Romania
- Russia
- Serbia
- Slovacchia
- Slovenia
- Spagna
- Svezia
- Svizzera
- Turchia
- Ucraina
- Gran Bretagna
- Stati Uniti d'America

## Struttura
L'IRU è composta da quattro organi: congresso, parlamento, presidio, corte di giustizia.
Il congresso dell'IRU dell'IRU comprende delegati delle organizzazioni membri, in proporzione alla popolazione totale dei Rom in quel paese. I delegati possono formulare raccomandazioni individuali per l'IRU e, insieme, possono scegliere se accettare il programma IRU.
A differenza del congresso, il parlamento è composto da un unico rappresentante (e un sostituto) di ciascun paese membro. Il parlamento accetta relazioni sulla situazione dei popoli rom nel mondo e decide le politiche nazionali e internazionali dell'IRU. I delegati devono inoltre approvare il budget di ogni anno.
Il presidio ricopre il ruolo di dirigente dell'IRU e svolge delle attività tramite sotto-commissioni su "politica estera, affari sociali ed economici, affari culturali ed educativi, diritti umani, affari interni, questioni finanziarie e di bilancio, questioni legali e legislative, questioni relative alla Centrale ed Europa orientale e questioni relative ad America, Asia e Australia.". Può richiedere studi e relazioni su una varietà di argomenti e formulare raccomandazioni formali ad altri organismi dell'IRU o a singoli paesi o organizzazioni.
I membri della corte di giustizia sono giudici indipendenti, eletti per la loro integrità personale, indipendentemente dalla loro appartenenza all'IRU. La corte ha il compito di osservare tutti gli organi dell'IRU e garantire il loro rispetto delle norme e dei regolamenti dell'organizzazione.

### Rete virtuale Roma (RVN)
Roma Virtual Network è un'organizzazione pubblica, senza fini di lucro che opera sotto l'egida del network ERIO e di IRU.
Fornisce alla comunità internazionale Rom e non rom informazioni utili su questioni relative ai Rom in una varietà di lingue via Internet. Istituito il 19 luglio 1999 da Valery Novoselsky, membro dell'IRU,  è stato avviato come iniziativa privata e ha ottenuto il riconoscimento delle ONG nazionali e internazionali, governative e non governative che si occupano di questioni relative ai Rom, soprattutto in Europa. L'obiettivo dichiarato è quello di sostenere il miglioramento della situazione dei rom in Europa e in altre regioni del mondo, collegando gli utenti e offrendo supporto online, oltre che a IRU, a varie altre organizzazioni rom, come Domari: The Society of Gypsies in Israel, RomNews Network e Unión Romaní. Contiene 32 mailing list elettroniche in 15 lingue con un abbonamento totale di oltre 22000 indirizzi e-mail.

## Storia
Nel 1959, Ionel Rotaru fondò la World Gypsy Community (CMG) in Francia. Mentre i membri erano per lo più francesi, l'organizzazione stabilì contatti in Polonia, Canada, Turchia e altri paesi. Quando il governo francese sciolse il CMG nel 1965, un gruppo separatista formò il Comitato zingaro internazionale (CIG) sotto la guida di Vanko Rouda. Nel momento in cui il Congresso mondiale dei rom del 1971 adottò l'auto-denominazione di "rom" piuttosto che "zingaro", la CIG fu ribattezzata Komiteto Lumniako Romano (Comitato Internazionale Rom o IRC), e Rouda fu riconfermato come presidente. Il Comitato divenne membro del Consiglio d'Europa l'anno successivo. Il Comitato fu nuovamente cambiato al Congresso Mondiale dei Romani del 1978 e gli fu dato il nome attuale. È stato assegnato lo status consultivo al Consiglio economico e sociale delle Nazioni Unite l'anno successivo. L'Unione è diventata una ONG registrata presso l'UNICEF nel 1986. Nel 1993, è stato promosso a Categoria II, Stato consultivo speciale presso le Nazioni Unite.
Più recentemente, l'IRU ha anche cercato il riconoscimento per i propri passaporti.
La principale fonte di reddito sono le quote associative dei singoli membri e delle organizzazioni che la compongono.

## Collegamenti istituzionali
L'IRU ha legami istituzionali con il Consiglio d'Europa, OSCE (ODIHR), UNHCHR. L'IRU ha un protocollo d'intesa e cooperazione con il Ministero degli affari esteri della Repubblica Ceca e di altri paesi in vista del "miglioramento continuo della situazione e delle condizioni di vita dei rom.